# (612732) 2003 YQ179
(612732) 2003 YQ179 est un objet du disque des objets épars.

## Caractéristiques
(612732) 2003 YQ179 mesure environ 150 kilomètres de diamètre.